# Calcurmolite
La calcurmolite è un minerale.